# Wendischer Münzverein
Con Wendischer Münzverein (Unione monetaria dei Wendi) si indica l'accordo stabilito tra le cittè anseatiche del nord della Germania, che fu attivo dal 1379 fino al XVI secolo.

## Storia
Le città partecipanti furono principalmente Lubecca, Amburgo, Wismar, Lüneburg e, per un periodo, Rostock, Stralsund ed anche Hannover. Base dell'unione era il Courantmark di Lubecca, da 234 grammi d'argento, coniato inizialmente sotto forma di un Witte da quattro Pfennig. Accanto furono anche coniati frazioni con valori da quarto di Witten, e più tardi anche Hohlpfennig, Dreiling, Sechslinge, Blaffert come anche nel 1432 lo Schilling di Lubecca.
Lüneburg coniò anche il cosiddetto Wendentaler, che era valido in tutta l'unione. Il segno comune sulle monete era una stella a sei punte al centro di una croce. Questa caratteristica fu copiata in seguito anche da molte città nel Meclemburgo, Pomerania e Holstein, senza che facessero parte del Wendisch Münzverein.
Contemporaneamente esisteva anche un'altra unione monetaria la Rheinischer Münzverein, che a differenza della Wendischen Münzverein coniò anche monete d'oro sotto forma di fiorino, il rheinischer Gulden.
Dopo il decreto dell'Augsburger Reichsmünzordnung (ordinanza monetaria imperiale di Augusta) del 1566 e la creazione del circuito monetario della Bassa Sassonia, anche le città associate nel Wendischer Münzverein, accettarono la monete basate sul tallero. Il Courantmark di Lubecca rimase fino al XIX secolo un mezzo ufficiale di pagamento.
Il 7 febbraio 1569 fu probabilmente l'ultimo del wendischer Münzverein. Negli editti per la monetazione del 1568 e del 1572 furono date le nuove indicazioni per la coniazione, in base alle quali l'unione si sciolse da sola.